# エルガー・ハワース
エルガー・ハワース（Elgar Howarth, 1935年11月4日 - 2025年1月）は、イギリスの指揮者、作曲家、トランペット奏者である。

## 経歴
ハワースは、スタッフォードシャーのカノックに生まれた。1950年代からマンチェスター大学と、マンチェスター王立音楽院において学んだ。ここで彼は、ハリソン・バートウィッスル、アレクサンダー・ゲール、ピーター・マックスウェル・デイヴィス、ジョン・オグドンらとともに「マンチェスター楽派」と呼ばれる音楽グループを結成した 。彼は、英国の主要オーケストラ全てをはじめ、世界中のオーケストラと共演してきた。1985年から1988年にかけて、オペラ・ノースの首席客演指揮者を務め、2002年から2004年まではミュージック・アドヴァイザーを務めた。ヤニス・クセナキスの《シナファイ》《アウロラ》《アンティクトン》の演奏でも知られており、2015年現在はデッカ・レーベルで復刻販売されている。
2025年1月13日に訃報が発表された。89歳没。

## オペラ指揮者としての活動
ハワースは1962年にコヴェントリーにおいて、マイケル・ティペットのオペラ《プリアモス王》の初演を指揮した。多くのオペラを指揮し、初演している。1978年にはジェルジ・リゲティのオペラ《ル・グラン・マカーブル》を初演し、また、リゲティの許可を得て「死者のミステリー」を編作した。また、ハリソン・バートウィッスルの《オルフェウスの仮面》、《Yan Tan Tethera》、《ガウェイン》、《The Second Mrs Kong》の4作を初演した。

## 作曲活動
作曲家兼元トランペット奏者として、ハワースは主に金管楽器のための作品を手がけた。スウェーデンのトランペット奏者ホーカン・ハーデンベルガーは、ハワースの《コルネット協奏曲》、《カント》、《カプリッチョ》を含め、幾つかの作品を初演している。ブラス・バンドの中で育った彼は、この編成への関心を保ち続けている。ハワースはブラス・バンドの現代的なレパートリーに多大な貢献をした。彼の作品の多くはグライムソープ・コリアリー・バンド とEikanger-Bjørsvik bandによって録音されている。作品のコピーは、イースト・アングリア大学音楽部門に保管されている。

## トランペット奏者としての活動
ハワースはトランペット奏者としてロイヤル・オペラ・ハウス管弦楽団、のちロイヤル・フィルハーモニー管弦楽団に在籍し、後者では首席奏者を務めた。フィリップ・ジョーンズ・ブラス・アンサンブルにも参加し、同団体で数多くの編曲や指揮も行っている。その他、ロンドン・シンフォニエッタにも参加していた。ハワースはビートルズの「マジカル・ミステリー・ツアー」にも、トランペット奏者として参加していた。